# Абхар
Абхар (перс. ابهر‎) — город на юге Ирана, в провинции Зенджан в 90 км от города Зенджан на обоих берегах реки Абхар. Административный центр шахрестана Абхар. Население — ок. 72,4 тыс. человек (2006). Через город проходит скоростное шоссе и железна дорога Тебриз — Тегеран. В Абхаре расположено несколько высших учебных заведений, среди которых Университет Азад, Пайям-Нур и Сама.